# ساینووینا
ساینووینا (به صربی: Sainovina) یک منطقهٔ مسکونی در صربستان است که در چایتینا واقع شده‌است. ساینووینا ۳۱٫۳۹ کیلومتر مربع مساحت و ۶۴۶ نفر جمعیت دارد و ۷۳۴ متر بالاتر از سطح دریا واقع شده‌است.